# 長崎県道27号福江荒川線
長崎県道27号福江荒川線（ながさきけんどう27ごう ふくえあらかわせん）は、長崎県五島市を通る県道（主要地方道）である。

## 概要
五島市木場町から五島市玉之浦町荒川に至る。国道384号の短絡ルートとなり五島列島のほぼ中央を通る。

### 路線データ
- 起点：長崎県五島市木場町（馬責馬場交差点、国道384号交点）
- 終点：長崎県五島市玉之浦町荒川（国道384号交点）
- 総延長：18.1 km

## 歴史
- 1958年（昭和33年）7月15日 - 長崎県告示第365号により、県道富江岐宿線として路線認定される（当時の整理番号は91）[1]。
- 1993年（平成5年）5月11日 - 建設省から、県道福江荒川線が福江荒川線として主要地方道に指定される[2]。

## 路線状況

### 道路施設

#### 橋梁
- 明治橋（五島市）

#### トンネル
- 猪掛トンネル：延長556 m、1990年（平成2年）竣工、五島市

## 地理

### 通過する自治体
- 五島市

### 交差する道路
| 交差する道路           | 交差する場所 | 交差する場所          |
| ---------------------- | ------------ | --------------------- |
| 国道384号              | 木場町       | 馬責馬場交差点 / 起点 |
| 長崎県道31号富江岐宿線 | 岐宿町中嶽   |                       |
| 国道384号              | 玉之浦町荒川 | 終点                  |

### 沿線
- 長崎県五島中央病院